# Pseudonyctemera
Pseudonyctemera is een geslacht van vlinders van de familie bloeddrupjes (Zygaenidae), uit de onderfamilie Chalcosiinae.

## Soorten
- P. decipiens Snellen, 1898
- P. dissimulata (Walker, 1862)
- P. invaria (Walker, 1864)
- P. marginale (Snellen van Vollenhoven, 1863)
- P. minima Hering, 1922